# Gran Premio de Belgrado de 1939
El Gran Premio de Belgrado fue una prueba de automovilismo de la era precursora de la Fórmula 1. Se llevó a cabo en las calles de Belgrado el 3 de septiembre de 1939, en pleno estallido de la Segunda Guerra Mundial.
Debido al contexto, esta carrera contó con la participación de cinco pilotos: dos de Mercedes-Benz, dos de Auto Union y uno que condujo un Bugatti privado. El circuito del Parque Kalemegdan ya no está operativo.
Fue la última carrera de automovilismo disputada en suelo europeo hasta 1945.

## Carrera

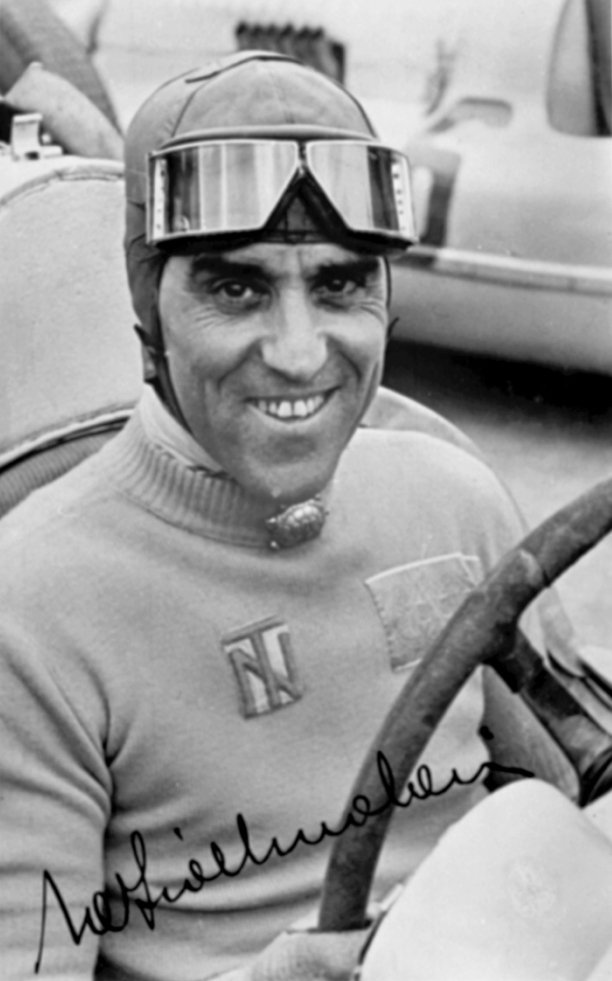
Tazio Nuvolari

### Resultados
| Pos. | Piloto                     | Constructor   | Vueltas | Tiempo/Retirado |
| ---- | -------------------------- | ------------- | ------- | --------------- |
| 1    | Tazio Nuvolari             | Auto Union    | 50      | 1:04:03.8       |
| 2    | Manfred von Brauchitsch    | Mercedes-Benz | 50      | + 7.6           |
| 3    | Hermann Paul Müller        | Auto Union    | 50      | + 31.6          |
| 4    | Boško Milenković           | Bugatti       | 31      | +19 vueltas     |
| Ret  | Hermann Lang Walter Bäumer | Mercedes-Benz | 17      | Accidente       |
| DNS  | Ulrich Bigalke             | Auto Union    |         | Reserva         |
| DNS  | Hans Stuck                 | Auto Union    |         | Reserva         |
| DNS  | Walter Bäumer              | Mercedes-Benz |         | Reserva         |